# Classe Lion (cuirassé)
Pour les autres classes de navires du même nom, voir Classe Lion.
La classe Lion est une classe de six cuirassés de la Royal Navy dont la construction était prévue à la fin des années 1930. La Seconde Guerre mondiale a interrompu la construction des deux premiers navires, dont les squelettes ont été démolis à la fin de la guerre.

## Conception
Il s'agit d'une version plus longue et améliorée de la classe King George V, avec des canons de 16 pouces en armement principal. La construction de deux navires - le Lion et le Temeraire - débute en septembre 1939, la commande d'un troisième - le Conqueror - est passée pendant la guerre, et celle d'un quatrième - le Thunderer - est prévue pour le 15 novembre 1940, mais leur construction est suspendue peu après. Leur conception a évolué à la suite de la suppression des restrictions de taille et à la lumière des expériences de la guerre. Aucun des autres navires prévus n'est terminé, malgré une proposition visant à modifier l'un des navires en navire hybride cuirassé/porte-avions avec deux tourelles de 16 pouces et un pont d'envol. Les deux navires déjà commencés sont démolis après la fin de la guerre. Six navires étaient prévus mais aucun ne sera construit après la fin de la Seconde Guerre mondiale. 